# Кюэно, Юг Адемар
Юг Адема́р Кюэно́ (фр. Hugues-Adhémar Cuénod; 26 июня 1902, Корсо, Во — 6 декабря 2010, Веве, Во) — швейцарский певец (тенор) и педагог.

## Биография
Внук мэра городка Корсо, в котором родился. С детских лет имел возможность слушать много различной музыки в модном курортном городке Веве по соседству, — в частности, по воспоминаниям самого Кюэно, ему довелось присутствовать в мае 1913 года на концерте ко дню рождения Камиля Сен-Санса, в ходе которого именинник играл вместе с Игнацем Падеревским репертуар для двух фортепиано. Начал учиться музыке в Веве у пианистки Матильды де Рибопьер, затем учился в Базельской консерватории у Вилли Реберга и Колетт Висс и наконец в Вене у Гермины Зингер-Буриан (ученицы Розы Папир). В 1920-е годы участвовал в небольших полуприватных концертах в Вене и затем в Париже. Дебютировал на сцене в 1928 г. в парижской постановке оперы Эрнста Кшенека «Джонни наигрывает», что открыло путь к дальнейшей карьере Кюэно во Франции — в частности, к исполнению теноровых партий в ораториях Иоганна Себастьяна Баха с оркестром под управлением Венсана д’Энди. В 1929 году Кюэно участвовал, в незначительной роли, в лондонской премьере мюзикла Ноэла Кауарда «Горести и радости», а затем вместе с лондонской труппой отправился в Нью-Йорк для бродвейского показа; здесь Кюэно записал несколько спиричуэлс с собственным фортепианным аккомпанементом.
В 1930-е годы Кюэно делил свою жизнь между Парижем, США и Швейцарией, в 1940—1946 годы преподавал в Женевской консерватории. Он участвовал в концертных исполнениях «Свадебки» Стравинского, ораторий Игоря Маркевича «Потерянный рай» и Артюра Онеггера «Пляска мёртвых». В тот же период Кюэно начал принимать участие в первых записях произведений Клаудио Монтеверди, которые осуществляла в Париже Надя Буланже; эти записи в значительной степени заложили традицию.
В 1943 году Кюэно вернулся на сцену в постановке «Летучей мыши» Иоганна Штрауса. Пик его сценической активности пришёл на 1950-е годы, когда Кюэно пел в миланском «Ла Скала» (в «Воццеке» Альбана Берга), на Глайндборнском фестивале (начиная с 1954 года и вплоть до 1987 году Кюэно выступил на фестивале более 470 раз), в лондонском «Ковент-Гардене» (1954, 1956 и 1958). 11 сентября 1951 года в Венеции Кюэно пел партию Селлема на мировой премьере оперы Стравинского «Похождения повесы». Среди важнейших записей Кюэно, относящихся к этому периоду, — баховские «Страсти по Матфею» под управлением Эрнеста Ансерме и песни Жиля Беншуа и Гийома де Машо; вообще временно́й охват в репертуаре певца очень велик, и среди других записей также чередуются Генрих Шютц, Франческо Кавалли и Франсуа Куперен — с Дину Липатти; впрочем, по замечанию критика The New York Times, «его репертуар весьма широк, но очевидным образом исключает почти всё, что может быть отнесено к мейнстриму». Кроме того, распространялись живые записи ряда оперных постановок с участием Кюэно — в частности, глайндборнских «Женитьбы Фигаро» (Кюэно в партии Базилио) и «Евгения Онегина» (Кюэно в партии Трике).
В дальнейшем Кюэно продемонстрировал феноменальное творческое долголетие. На протяжении 1970-80-х годы он интенсивно записывал различные камерные сочинения, особенно вокальные произведения французских композиторов: «Сократ» Эрика Сати, песни Габриэля Форе, Дебюсси, Русселя, Пуленка и др. В апреле 1987 года Кюэно установил своеобразный рекорд: в возрасте без малого 85 лет он стал самым старым исполнителем, когда-либо дебютировавшим на сцене Метрополитен Опера: в опере Пуччини «Турандот», поставленной режиссёром Франко Дзеффирелли и дирижёром Джеймсом Ливайном, Кюэно вышел на сцену в роли Императора Альтоума (и на протяжении следующего сезона пел в этом спектакле ещё 14 раз). Музыкальный обозреватель «Нью-Йорк Таймс» Джон Рокуэлл отметил, рецензируя эту постановку, что лучшего исполнения этой партии ему слышать не доводилось. В последний раз он появился на сцене (в Театре Жора), в партии Трике из «Евгения Онегина», в 1994 году.
В разное время Кюэно эпизодически преподавал в Швейцарии и других странах; особенно ценными были его совместные мастер-классы с Сюзанной Данко в Школе Бенджамина Бриттена и Питера Пирса в Саффолке.
В 1996 году вышел сборник бесед с Кюэно «Лёгким голосом» (фр. D'une voix légère. Entretiens avec François Hudry; английский перевод 1999), содержащий множество биографических деталей.
Специалисты отмечали в певческой манере Кюэно «необыкновенную способность „проговаривать“ выпеваемые слова подобно актёру, с совершенной дикцией и ясностью», «простой и естественный стиль».

## Интересные факты
- На исходе Второй мировой войны руководство швейцарского лагеря для интернированных итальянских граждан обратилось к Кюэно с предложением позаниматься с музыкально одарённым молодым солдатом. Кюэно дал молодому человеку несколько уроков, заключавшихся, главным образом, в том, чтобы познакомить не слишком образованного начинающего музыканта с музыкальным материалом, затем уроки прекратились из-за того, что, как деликатно выразился Кюэно, молодой певец не был склонен к самодисциплине. Этим итальянским солдатом был Джузеппе ди Стефано[8].
- 19 января 2007 года, после того как швейцарское законодательство разрешило заключение гражданских союзов между однополыми партнёрами, 104-летний Кюэно официально зарегистрировал свои отношения с 64-летним Альфредом Огюстеном, спутником своей жизни на протяжении последних более чем 20 лет[11].
- По поводу своей творческой карьеры Кюэно замечал: «У меня всегда был небольшой голос. С таким голосом мне гораздо больше нравилось петь маленькие партии в больших театрах, чем большие партии в маленьких театрах»[12].